# 戸田剛文
戸田剛文（とだ たけふみ、1973年11月16日 - ）は、日本の哲学者。京都大学大学院人間環境学研究科教授。専門は知覚理論、認識論、ジョージ・バークリー。

## 経歴
奈良県生まれ。1998年京都大学総合人間学部卒業、2005年同大学院人間・環境学研究科博士後期課程修了、『バークリーの非物質主義的哲学 観念論と記号論的世界観』で博士（人間・環境学）を取得した。同年京都大学人間・環境学研究科助手。2007年准教授。2019年教授。

## 著作
- 『バークリ：観念論・科学・常識』（法政大学出版局、2007年）
- 『世界について』（岩波ジュニア新書、2011年）

### 共著・共編著
- 『知を愛する者と疑う心：懐疑論八章』安部浩、佐藤義之共編（晃洋書房、2008年）
- 『哲学するのになぜ哲学史を学ぶのか』松本啓二朗共編（京都大学学術出版会、2012年）
- 『哲学をはじめよう』松枝啓至、渡邉浩一共編（ナカニシヤ出版、2014年）
- 『哲学史入門2　デカルトからカント、ヘーゲルまで』斎藤哲也編（NHK出版新書、2024年）

### 翻訳
- ジョージ・バークリー『ハイラスとフィロナスの三つの対話』（岩波書店、2008年）
- リチャード・ローティ『文化政治としての哲学』冨田恭彦共訳（岩波書店、2011年）
- トマス・リード『人間の知的能力に関する試論』（岩波文庫（上下）、2022-2023年）